# Putniković
Putniković is een plaats in de gemeente Ston in de Kroatische provincie Dubrovnik-Neretva. De plaats telt 105 inwoners (2001).